# Pedilochilus petiolatus
Pedilochilus petiolatus är en orkidéart som beskrevs av Rudolf Schlechter. Pedilochilus petiolatus ingår i släktet Pedilochilus och familjen orkidéer. Inga underarter finns listade i Catalogue of Life.